# Okręg wyborczy Dudley
Okręg wyborczy Dudley powstał w 1832 r. i wysyłał do brytyjskiej Izby Gmin jednego deputowanego. Okręg obejmował miasto Dudley w hrabstwie Worcestershire. Został zlikwidowany w 1974 r.

## Deputowani do brytyjskiej Izby Gmin z okręgu Dudley
- 1832–1834: John Campbell, wigowie
- 1834–1844: Thomas Hawkes
- 1844–1855: John Benbow
- 1855–1857: Stafford Northcote, Partia Konserwatywna
- 1857–1886: Henry Brinsley Sheridan
- 1886–1906: Brooke Robinson
- 1906–1910: Arthur George Hooper
- 1910–1921: Arthur Griffith-Boscawen, Partia Konserwatywna
- 1921–1922: James Wilson, Partia Pracy
- 1922–1929: Cyril Edward Lloyd, Partia Konserwatywna
- 1929–1931: Oliver Baldwin, Partia Pracy
- 1931–1945: Dudley Joel, Partia Konserwatywna
- 1941–1945: Cyril Edward Lloyd, Partia Konserwatywna
- 1945–1968: George Wigg, Partia Pracy
- 1968–1970: Donald Williams, Partia Konserwatywna
- 1970–1974: John Gilbert, Partia Pracy